# Essex megye (Massachusetts)
Essex megye az Amerikai Egyesült Államokban, azon belül Massachusetts államban található. Megyeszékhelye Salem, legnagyobb városa Lynn. Lakosainak száma 809 829 fő (2020. április 1.). Essex megye Rockingham, Suffolk, Middlesex és Hillsborough megyékkel határos.

## Népesség
A megye népességének változása:
| Lakosok száma | 745 430 | 751 003 | 755 970 | 762 550 | 776 043 | 809 829 |
|               | 2010    | 2011    | 2012    | 2013    | 2015    | 2020    |